# Elecciones a la Asamblea Constituyente de Ecuador de 1906
Las elecciones para diputados constituyentes de 1906 determinaron quienes conformarían la Asamblea Constituyente de Ecuador de 1906, la cual tenía como objetivo la redacción de un nuevo texto constitucional para el país en reemplazo de la Constitución de Ecuador de 1896.
La conformación de una asamblea constituyente fue convocada por el presidente Eloy Alfaro para consolidar la revolución liberal bajo el ala radical.
El sistema electoral de la época consistía en que los electores escribieran sus candidatos sin patrocinio de un partido, motivo por el cual una persona pudiera resultar electa en varias provincias de forma simultánea.

## Nómina de Representantes Provinciales
61 diputados provinciales
| Provincia  | Diputados                          | Diputados                        |
| ---------- | ---------------------------------- | -------------------------------- |
| Azuay      | Rafael Aguilar Pesantez            | Rafael Aguilar Pesantez          |
| Azuay      | José María Montesinos Chica        |                                  |
| Azuay      | Octavio Díaz León                  |                                  |
| Azuay      | Benjamín Peralta Páez              |                                  |
| Azuay      | Olmedo Alfaro Paredes              |                                  |
| Azuay      | Federico Guillén                   |                                  |
| Azuay      | Félix María Pozo Carrasco          |                                  |
| Bolívar    | Marcos Leónidas Durango            | Marcos Leónidas Durango          |
| Bolívar    | León Benigno Palacios Bustamante   |                                  |
| Bolívar    | Pablo Filomeno Calero              |                                  |
| Cañar      |                                    | José Peralta Serrano             |
| Cañar      | Luis Antonio Aguilar Maldonado     |                                  |
| Cañar      | Federico Espinosa Vallejo          |                                  |
| Carchi     | Rafael Arellano del Hierro         | Rafael Arellano del Hierro       |
| Carchi     | Juan F. Navarro Najera             |                                  |
| Carchi     | Luciano Coral Morillo              |                                  |
| León       | Manuel E. Escudero Viteri          | Manuel E. Escudero Viteri        |
| León       | Belisario Quevedo Izurieta         |                                  |
| León       | Pompeyo Hidalgo                    |                                  |
| León       | Justiniano M. Viteri Anda          |                                  |
| Chimborazo | Delfín B. Treviño Bravo            | Delfín B. Treviño Bravo          |
| Chimborazo | Pedro J. Román Freile              |                                  |
| Chimborazo | Alfredo Monge Vela                 |                                  |
| Chimborazo | Emilio Uquillas                    |                                  |
| Chimborazo | Octavio Mancheno Viteri            |                                  |
| El Oro     | Ángel Serrano Renda                | Ángel Serrano Renda              |
| El Oro     | Temistocles José Arauz Rojas       |                                  |
| El Oro     | Juan Borja Mata                    |                                  |
| Esmeraldas |                                    | Flavio Alfaro Santana            |
| Esmeraldas | Guillermo Enrique Weir             |                                  |
| Esmeraldas | José B. Palacios Portocarrero      |                                  |
| Guayas     | Francisco Martínez Aguirre         | Francisco Martínez Aguirre       |
| Guayas     | Emilio Estrada Carmona             |                                  |
| Guayas     | Juan Horacio Estévez Bravo         |                                  |
| Guayas     | José Gabriel Pino Roca             |                                  |
| Guayas     | César Borja Lavayen                |                                  |
| Guayas     | José Romero Cordero                |                                  |
| Guayas     | Pedro Valdés Mackliff              |                                  |
| Imbabura   |                                    | Abelardo Moncayo Jijón           |
| Imbabura   | Alejandro Yépez C.                 |                                  |
| Imbabura   | Roberto Andrade Rodríguez          |                                  |
| Imbabura   | Rafael A. Rosales Félix            |                                  |
| Loja       |                                    | Agustín Cueva Sanz               |
| Loja       | Manuel F. Rengel Barrera           |                                  |
| Loja       | José María Ayora Cueva             |                                  |
| Loja       | Benjamin Cevallos Arizaga          |                                  |
| Los Ríos   | José María Carbo Aguirre           | José María Carbo Aguirre         |
| Los Ríos   | Miguel Ángel Carbo de la Cruz      |                                  |
| Los Ríos   | César David Villavicencio Vera     |                                  |
| Manabí     | José Pastor Intriago Montesdeoca   | José Pastor Intriago Montesdeoca |
| Manabí     | Felicísimo López y López           |                                  |
| Manabí     | J. Federico Intraigo Navas         |                                  |
| Manabí     | Virgilio Stopper                   |                                  |
| Manabí     | Camilo Octavio Andrade López       |                                  |
| Pichincha  |                                    | Carlos Freile Zaldumbide         |
| Pichincha  | Lino Cárdenas Proaño               |                                  |
| Pichincha  | Pablo Isaac Navarro Larrea         |                                  |
| Pichincha  | Abelardo Montalvo Alvear           |                                  |
| Pichincha  | Manuel María Casares de la Torre   |                                  |
| Pichincha  | Vidal Ortiz                        |                                  |
| Pichincha  | Miguel Elicio Chiriboga Valdivieso |                                  |
| Tungurahua |                                    | Juan Benigno Vela Hervas         |
| Tungurahua | Alcibíades Cisneros G.             |                                  |
| Tungurahua | F. Alberto Darquea Cevallos        |                                  |
| Tungurahua | Celiano Monge Navarrete            |                                  |

Fuente: